# Gyrotoma pagoda
Pagoda slitshell là một loài ốc nước ngọt trong họ Pleuroceridae. Đây là loài bản địa Hoa Kỳ. Loài này hiện đã tuyệt chủng.